# Baqytschan Schumaghulow

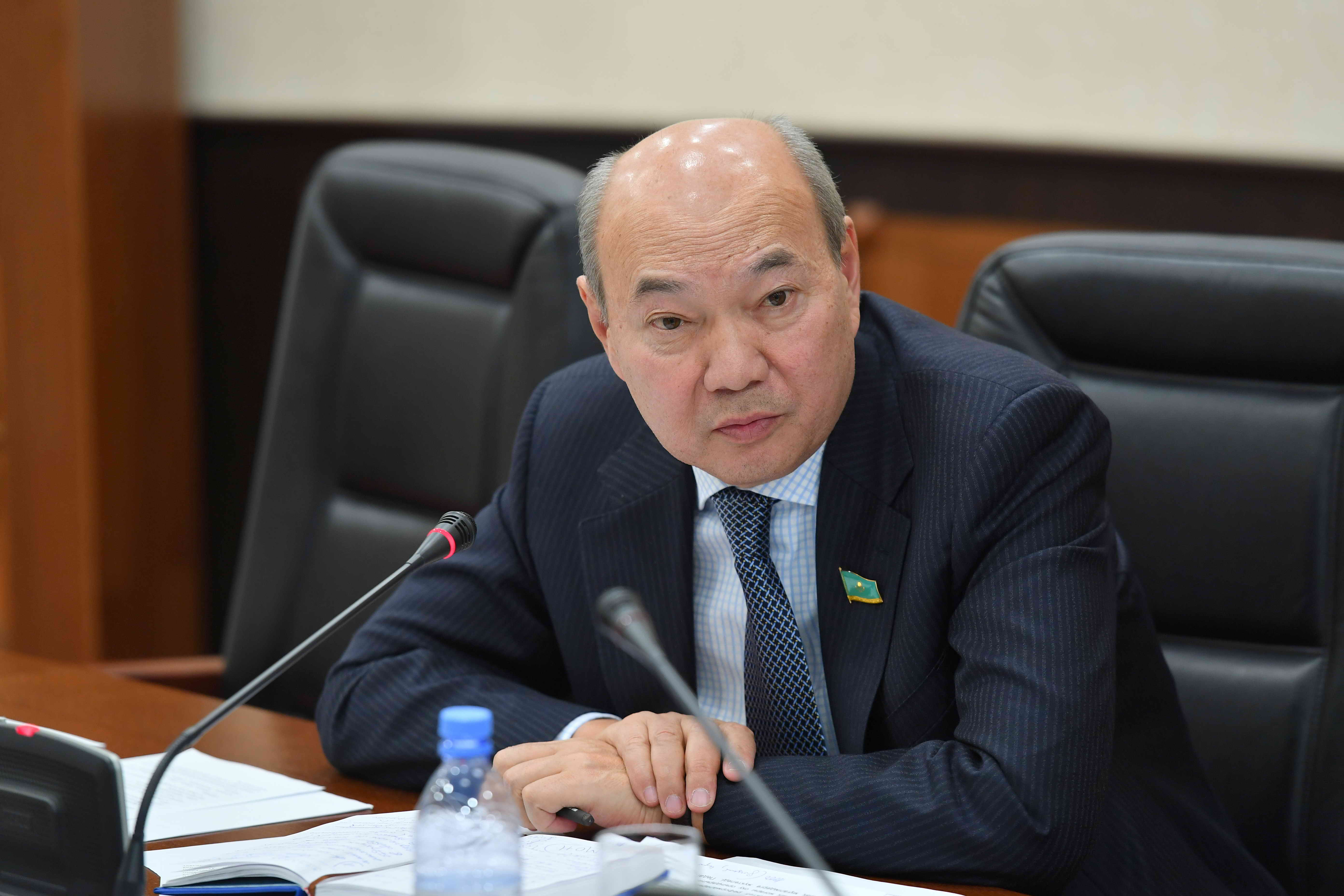
Baqytschan Schumaghulow (2018)

Baqytschan Tursynuly Schumaghulow (kasachisch Бақытжан Тұрсынұлы Жұмағұлов, russisch Бакытжан Турсынович Жумагулов Bakytschan Tursynowitsch Schumagulow; * 18. August 1953 in Kapal, Kasachische SSR) ist ein kasachischer Mathematiker und Politiker (Amanat).

## Leben
Schumaghulow wurde 1953 im Dorf Kapal im heutigen Gebiet Almaty geboren. Er absolvierte zwischen 1974 und 1979 ein Studium an der Fakultät für Mechanik und Angewandte Mathematik der Kasachischen Staatlichen Kirow-Universität, das er mit einem Abschluss in angewandter Mathematik beendete. 1999 schloss er ein Studium der Rechtswissenschaften an der Rechtsschule Adilet ab.
Nach dem Studium blieb Schumaghulow weiterhin an der Kirow-Universität tätig. Er war Sekretär des Komsomol-Komitees an der Universität und auch als Dozent beschäftigt. Er stieg bis zum stellvertretenden Rektor auf und war auch Sekretär des Parteikomitees der Kirow-Universität. 1990 erlangte er den akademischen Grad Kandidat für physikalische und mathematische Wissenschaften. Seit 1996 ist er Mitglied der Internationalen Akademie für Ingenieurwissenschaften. Seit 1997 ist er Mitglied der Kasachischen Akademie der Wissenschaften, im selben Jahr promovierte er. Ab 1991 war er zuerst wissenschaftlicher Leiter, dann Vizepräsident und schließlich Präsident der Nationalen Ingenieurakademie der Republik Kasachstan.
Am 1. Februar 2001 wurde er erster stellvertretender Bildungsminister Kasachstans. Dieses Amt hatte er bis September 2002 inne. Anschließend war er zuerst Leiter der Abteilung für Innenpolitik in der Verwaltung des Präsidenten und danach Leiter der Abteilung für soziale und kulturelle Entwicklung in der Verwaltung des Premierministers. 2004 wurde Schumaghulow stellvertretender Leiter des Zentralbüros der Präsidentenpartei Nur Otan und ein Jahr später erster stellvertretender Vorsitzender der Partei. Bei der Parlamentswahl 2007 kandidierte er für Nur Otan und konnte als Abgeordneter in die Mäschilis, das kasachische Parlament, einziehen. Hier war er Fraktionsvorsitzender der Partei und stellvertretender Vorsitzender der Mäschilis. Nach sieben Jahren in der Politik kehrte er 2008 ins Bildungswesen zurück. Ab dem 21. April 2008 leitete er als Rektor der Al-Farabi-Universität die Geschäfte der Hochschule. Nach nur zwei Jahren kehrte er am 22. September 2010 in die Politik zurück, da er im Kabinett von Kärim Mässimow zum neuen Minister für Bildung und Wissenschaft ernannt wurde. Am 2. September 2013 wurde er aus diesem Amt entlassen.
Am 13. Juli 2017 wurde er von Nursultan Nasarbajew zum Abgeordneten im kasachischen Senat ernannt. Hier ist er seitdem Mitglied des Ausschusses für sozio-kulturelle Entwicklung und Wissenschaft.

## Persönliches
Schumaghulow ist verheiratet mit Walentina Schumaghulowa (* 1954); die beiden haben zwei Kinder. Sein Bruder Bauyrschan Schumaghulow (* 1961) ist Jurist und ehemaliger Richter am Obersten Gerichtshof Kasachstans.